# 錘子鐮刀都休息
《錘子鐮刀都休息》（英語：The hammer and sickle are sleeping），是耿軍執導的一部中國劇情短片，並獲得2014年第51屆金馬獎最佳創作短片。

## 演員
- 徐剛
- 張志勇
- 薛寶鶴

## 獎項
- 2014年第50屆金馬獎最佳創作短片[2]

## 外部連結
- 開眼電影網上《錘子鐮刀都休息》的資料（繁體中文）
- 豆瓣电影上《錘子鐮刀都休息》的資料 （简体中文）
- 互联网电影数据库（IMDb）上《錘子鐮刀都休息》的资料（英文）